# Галац (Хунедоара)
Галац (рум. Galați) — село у повіті Хунедоара в Румунії. Входить до складу комуни Пуй.
Село розташоване на відстані 267 км на північний захід від Бухареста, 41 км на південь від Деви, 145 км на південь від Клуж-Напоки, 145 км на схід від Тімішоари, 145 км на північний захід від Крайови.

## Населення
За даними перепису населення 2002 року у селі проживали 512 осіб. Усі жителі села рідною мовою назвали румунську.
Національний склад населення села:
| Національність | Кількість осіб | Відсоток |
| -------------- | -------------- | -------- |
| румуни         | 503            | 98,2%    |
| цигани         | 7              | 1,4%     |